# Charles Montagu-Scott, IV duca di Buccleuch
Charles Montagu-Scott, IV duca di Buccleuch (24 maggio 1772 – Lisbona, 20 aprile 1819) è stato un politico scozzese.

## Biografia
Charles era figlio di Henry Scott, III duca di Buccleuch e di sua moglie, lady Elizabeth Montagu. Suoi nonni materni erano George Montagu, I duca di Montagu e lady Mary Montagu, figlia a sua volta di John Montagu, II duca di Montagu e di lady Mary Churchill.
Charles William Henry Montagu Scott, conosciuto inizialmente col titolo di cortesia di conte di Dalkeith, nacque in Inghilterra il 24 maggio 1772. Egli era il quarto di sette figli, ed era il secondogenito di suo padre. Suo fratello George morì nel 1808 quando aveva appena due mesi, malato di vaiolo.
Lord Dalkeith sin dai primi anni si distinse per essere un abile giocatore di cricket che lo portò a disputare diverse partire competitive ed a divenire membro del Marylebone Cricket Club (MCC).
Charles William Henry Montagu Scott, IV duca di Buccleuch e VI duca di Queensberry, morì il 20 aprile 1819 a 47 anni a Lisbona, in Portogallo, di tubercolosi. Gli succedette a questo punto il figlio dodicenne Walter.

## Matrimonio e figli
Il 24 marzo 1795, lord Dalkeith sposò Harriet Katherine Townshend, figlia di Thomas Townshend, I visconte Sydney, e la coppia ebbe sette figli:
- George Henry Scott (2 gennaio 1798 – marzo, 1808)
- Charlotte Albina Montagu Scott (16 luglio 1799 – 29 febbraio 1828)
- Isabella Mary Montagu Scott (1805 – 9 ottobre 1829)
- Walter Francis Montagu Douglas Scott, V duca di Buccleuch e VII duca di Queensberry (25 novembre 1806 – 16 aprile 1884)
- John Douglas Scott (13 luglio 1809 – 3 gennaio 1860)
- Margaret Harriet Montagu Scott (12 giugno 1811 – 5 giugno 1846)
- Harriet Janet Sarah Scott (1814 - 16 febbraio 1870), sposò il reverendo Edward Moore e fu madre dell'ammiraglio Sir Arthur Moore[4]

## Ascendenza
|                                             |                                         |                                  | Genitori                              |  |  | Nonni |  |  | Bisnonni                            |  |  | Trisnonni                      |  |
|                                             |                                         |                                  |                                       |  |  |       |  |  | Francis Scott, II duca di Buccleuch |  |  | James Scott, conte di Dalkeith |  |
|                                             |                                         |                                  |                                       |  |  |       |  |  | Francis Scott, II duca di Buccleuch |  |  | James Scott, conte di Dalkeith |  |
|                                             |                                         | lady Henrietta Hyde              |                                       |  |  |       |  |  | Francis Scott, II duca di Buccleuch |  |  |                                |  |
| Francis Scott, conte di Dalkeith            |                                         |                                  |                                       |  |  |       |  |  | Francis Scott, II duca di Buccleuch |  |  |                                |  |
|                                             |                                         | lady Jane Douglas                | James Douglas, II duca di Queensberry |  |  |       |  |  |                                     |  |  |                                |  |
|                                             |                                         | lady Jane Douglas                | James Douglas, II duca di Queensberry |  |  |       |  |  |                                     |  |  |                                |  |
|                                             |                                         | lady Jane Douglas                | lady Mary Boyle                       |  |  |       |  |  |                                     |  |  |                                |  |
| Henry Scott, III duca di Buccleuch          |                                         | lady Jane Douglas                |                                       |  |  |       |  |  |                                     |  |  |                                |  |
|                                             |                                         | John Campbell, II duca di Argyll | Archibald Campbell, I duca di Argyll  |  |  |       |  |  |                                     |  |  |                                |  |
|                                             |                                         | John Campbell, II duca di Argyll | Archibald Campbell, I duca di Argyll  |  |  |       |  |  |                                     |  |  |                                |  |
|                                             |                                         | John Campbell, II duca di Argyll | Elizabeth Tollemache                  |  |  |       |  |  |                                     |  |  |                                |  |
| Caroline Townshend, I baronessa Greenwich   |                                         | John Campbell, II duca di Argyll |                                       |  |  |       |  |  |                                     |  |  |                                |  |
|                                             |                                         | Jane Warburton                   | Thomas Warburton                      |  |  |       |  |  |                                     |  |  |                                |  |
|                                             |                                         | Jane Warburton                   | Thomas Warburton                      |  |  |       |  |  |                                     |  |  |                                |  |
|                                             |                                         | Jane Warburton                   | Anne Williams                         |  |  |       |  |  |                                     |  |  |                                |  |
| Charles Montagu-Scott, IV duca di Buccleuch |                                         | Jane Warburton                   |                                       |  |  |       |  |  |                                     |  |  |                                |  |
|                                             | George Brudenell, III conte di Cardigan | lord Francis Brudenell           |                                       |  |  |       |  |  |                                     |  |  |                                |  |
|                                             | George Brudenell, III conte di Cardigan | lord Francis Brudenell           |                                       |  |  |       |  |  |                                     |  |  |                                |  |
|                                             | George Brudenell, III conte di Cardigan | lady Frances Savile              |                                       |  |  |       |  |  |                                     |  |  |                                |  |
| George Montagu, I duca di Montagu           | George Brudenell, III conte di Cardigan |                                  |                                       |  |  |       |  |  |                                     |  |  |                                |  |
|                                             |                                         | lady Elizabeth Bruce             | Thomas Bruce, III conte di Elgin      |  |  |       |  |  |                                     |  |  |                                |  |
|                                             |                                         | lady Elizabeth Bruce             | Thomas Bruce, III conte di Elgin      |  |  |       |  |  |                                     |  |  |                                |  |
|                                             |                                         | lady Elizabeth Bruce             | lady Elizabeth Seymour                |  |  |       |  |  |                                     |  |  |                                |  |
| lady Elizabeth Montagu                      |                                         | lady Elizabeth Bruce             |                                       |  |  |       |  |  |                                     |  |  |                                |  |
|                                             |                                         | John Montagu, II duca di Montagu | Ralph Montagu, I duca di Montagu      |  |  |       |  |  |                                     |  |  |                                |  |
|                                             |                                         | John Montagu, II duca di Montagu | Ralph Montagu, I duca di Montagu      |  |  |       |  |  |                                     |  |  |                                |  |
|                                             |                                         | John Montagu, II duca di Montagu | lady Elizabeth Percy                  |  |  |       |  |  |                                     |  |  |                                |  |
| lady Mary Montagu                           |                                         | John Montagu, II duca di Montagu |                                       |  |  |       |  |  |                                     |  |  |                                |  |
|                                             |                                         | lady Mary Churchill              | John Churchill, I duca di Marlborough |  |  |       |  |  |                                     |  |  |                                |  |
|                                             |                                         | lady Mary Churchill              | John Churchill, I duca di Marlborough |  |  |       |  |  |                                     |  |  |                                |  |
|                                             |                                         | lady Mary Churchill              | Sarah Jennings                        |  |  |       |  |  |                                     |  |  |                                |  |
|                                             |                                         | lady Mary Churchill              |                                       |  |  |       |  |  |                                     |  |  |                                |  |